# Ма-ай
Ма-ай (яп. 間合い ма:ай, гармоничная дистанция, букв. «дистанция встречи») — термин в японских боевых искусствах, обозначающий дистанцию между двумя оппонентами в битве; дистанция боя.

## Вайкидо
Ма-ай — это сложная концепция, включающая не только дистанцию между противниками, но также время, которое потребуется для преодоления этой дистанции, угол и ритм атаки. В частности ма-ай означает точную позицию, с которой оппонент может ударить другого, оценив перечисленные элементы. Например, ма-ай более быстрого противника дальше чем у более медленного. Идеальным является поддерживать ма-ай, одновременно не давая оппоненту сохранять свой ма-ай, чтобы иметь преимущество в атаке.

## В кендо
В кендо, как и в каратэ, ма-ай имеет более специфическую трактовку. Когда ма-ай интерпретируются как фактическая дистанция, то имеется её три типа:
1. То-ма (длинная дистанция)
2. Итто-ма (средняя дистанция)
3. Чика-ма (короткая дистанция).

Итто-ма — это дистанция равная одному шагу для нанесения одного удара. Она составляет около двух метров между противниками, что даёт каждому возможность сделать только один шаг, чтобы нанести удар другому. Чика-ма — более близкая дистанция, а то-ма — более дальняя.